# Joey Chestnut
Pour les articles homonymes, voir Joey et Chestnut.
Joseph Christian Chestnut (né le 25 novembre 1983) est un mangeur de compétition américain. En 2020, il est classé premier mondial par la Major League Eating (en).

## Carrière

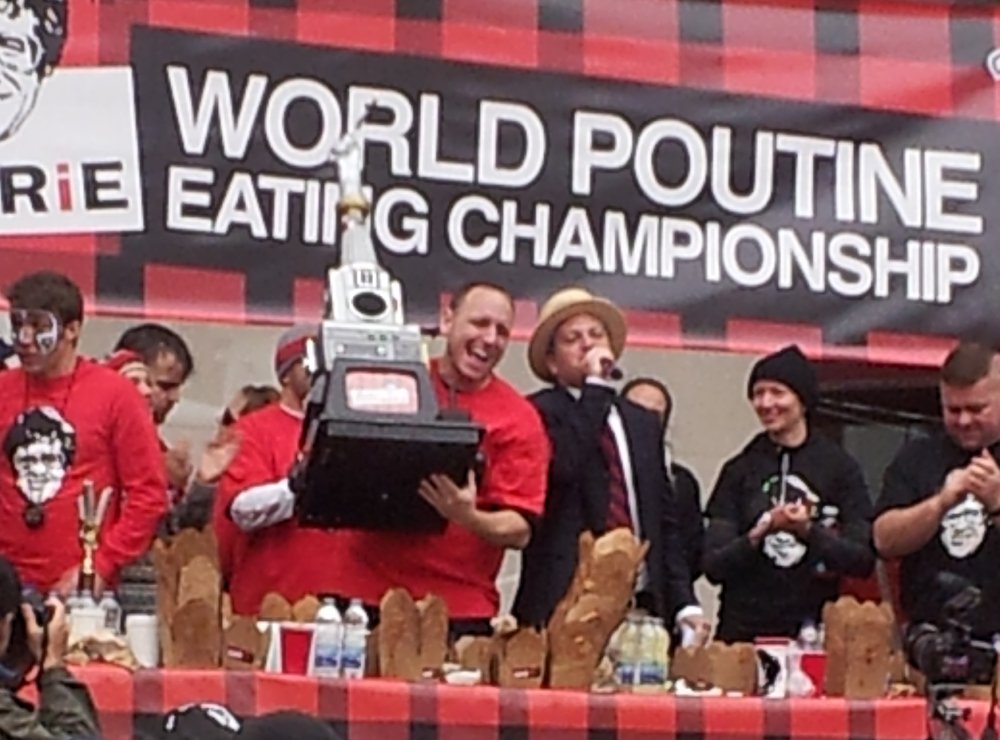
Joey Chestnut soulevant en 2012 le trophée de la World Poutine Eating Championship à Toronto.

Le 4 juillet 2007, Chestnut remporte le 92e concours annuel Nathan's Hot Dog Eating Contest (en), battant le six fois champion en titre Takeru "Tsunami" Kobayashi en mangeant 66 hot-dogs en 12 minutes, ce qui est alors le nouveau le record du monde. Il conserve son titre en 2008 et réalise un nouveau record du monde en 2009 avec 68 hot-dogs en 10 minutes, à chaque fois en devançant Takeru Kobayashi.  
Il gagne largement en 2010, du fait de l'absence de Kobayashi pour cause de différend contractuel avec la Major League Eating.  
Il conserve ensuite son titre annuellement jusqu'en 2014, puis il perd face à Matt Stonie (en) en 2015,.  
En 2016, il améliore son record à 70 hot-dogs, puis 72 en 2017 et 74 en 2018, à chaque fois en remportant le titre. Il conserve son titre en 2019 et améliore une nouvelle fois son record du monde en 2020 avec 75 hot-dogs en 10 minutes,. 
Outre les hot-dogs, il détient de nombreux autres records,, parmi lesquels :  
- 10,8 kg de poutine en 10 minutes
- 182 ailes de poulet en 30 minutes
- 141 œufs durs en 8 minutes
- 103 hamburgers en 8 minutes
- une part de pizza de 8 kg dans un défi de mr Beast

## Entraînement
Joey Chestnut s'entraîne en jeûnant et en étirant son estomac avec du lait, de l'eau et des suppléments de protéines. Aussi, son poids de compétition varie entre 102 et 109 kg (NB : sa taille est de 1m90).

## Vie privée
Chestnut se fiance avec Neslie Ricasa juste avant le Nathan's Hot Dog Eating Contest (en) 2014. Le couple se sépare finalement début 2015, avant leur mariage. 